# Barrou
Barrou är en kommun i departementet Indre-et-Loire i regionen Centre-Val de Loire i de centrala delarna av Frankrike. Kommunen ligger i kantonen Le Grand-Pressigny som tillhör arrondissementet Loches. År 2022 hade Barrou 480 invånare.

## Befolkningsutveckling
Antalet invånare i kommunen Barrou
Referens:INSEE